# Tracy Caldwell Dyson

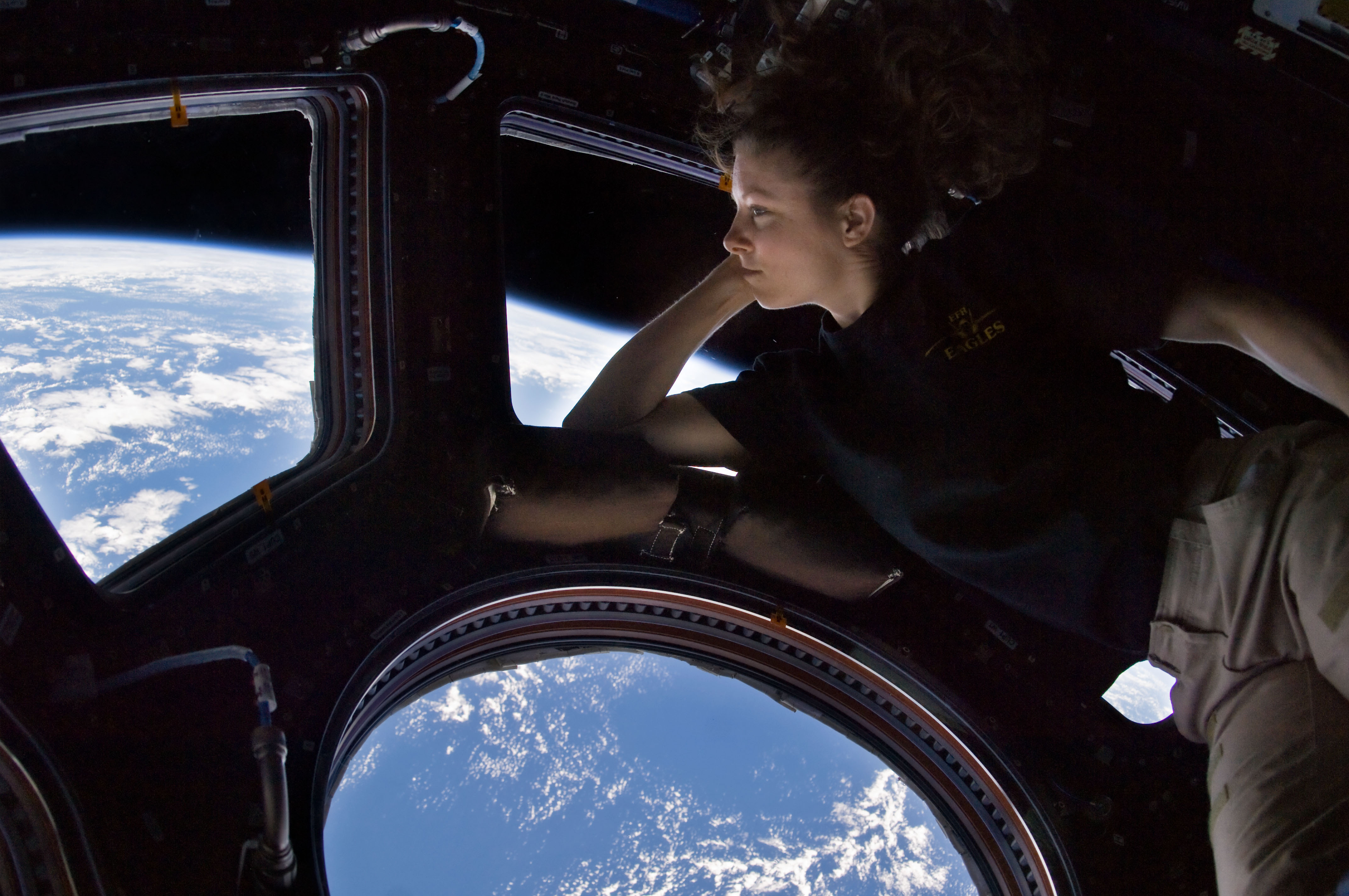
Tracy Caldwell Dyson w module obserwacyjnym Cupola znajdującym się na Międzynarodowej Stacji Kosmicznej

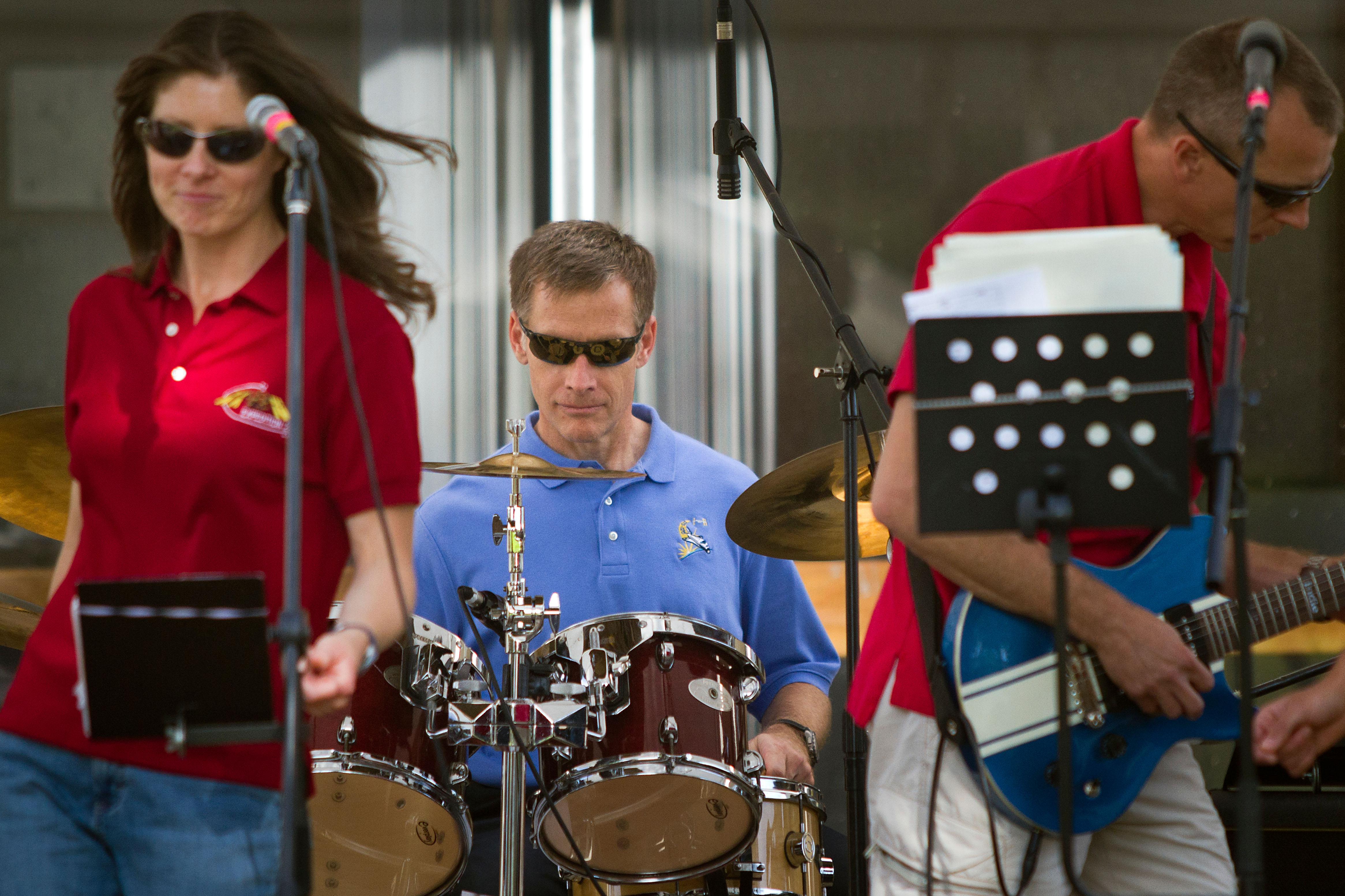
Grupa Max Q podczas występu w Johnson Space Center, 2011. Od lewej: Tracy Caldwell Dyson, Christopher Ferguson i Andrew Feustel

Tracy Ellen Caldwell Dyson (ur. 14 sierpnia 1969 w Arcadii w stanie Kalifornia) – amerykańska astronautka, doktor nauk chemicznych.

## Wykształcenie i praca zawodowa
- 1987 – ukończyła szkołę średnią (Beaumont High School) w Beaumont w Kalifornii.
- 1993 – uzyskała licencjat z chemii na Uniwersytecie Stanu Kalifornia (California State University – CSUF) w Fullerton. W czasie studiów skonstruowała oprzyrządowanie elektroniczne do lasera jonizującego w spektometrze masowym stosowanym do badania chemii gazów atmosferycznych. W tym czasie pracowała także jako elektromonterka w firmie ojca, zajmującej się projektowaniem i budową systemów oświetlenia budynków. Po otrzymaniu dyplomu licencjackiego pracowała w uczelnianym biurze ds. bezpieczeństwa badań (Research and Instructional Safety Office), zajmując się monitoringiem zabezpieczenia laboratoriów wykorzystujących materiały toksyczne i radioaktywne, a także uczestnicząc w procesie obróbki ich odpadów.
- 1997 – uzyskała stopień doktora w dziedzinie nauk chemicznych na University of California, Davis (podczas pisania doktoratu prowadziła zajęcia dla studentów z przedmiotu laboratorium chemii ogólnej). Otrzymała podoktorskie stypendium Fundacji Camille i Richarda Dreyfusów i podjęła na University of California, Irvine badania nad chemią atmosfery.

## Praca w NASA i kariera astronautki
- 4 czerwca 1998 – została przyjęta do korpusu astronautów NASA (NASA-17(inne języki)) jako kandydatka na specjalistę misji.
- 1999 – zakończyła szkolenie podstawowe, po którym otrzymała skierowanie do Wydziału Eksploatacji Międzynarodowej Stacji Kosmicznej (ISS Operations Branch) w Biurze Astronautów NASA. Zajmowała się testowaniem oraz przystosowaniem do systemów ISS oprogramowania i urządzeń powstałych w Rosji.
- 2000 – została wyznaczona do zespołu astronautów wspierających 5. stałą załogę Międzynarodowej Stacji Kosmicznej. W centrum kierowania lotem pełniła funkcję operatora łączności (Capcom) utrzymującego kontakt z przebywającymi na orbicie załogami stacji.
- 2005 – należała do wstępnego składu załogi misji STS-121. Ostatecznie jednak w wyprawie tej zastąpił ją astronauta z ESA – Thomas Reiter.
- 17 maja 2006 – została mianowana specjalistą misji STS-118.
- 8–21 sierpnia 2007 – uczestniczyła w wyprawie STS-118 wahadłowca Endeavour.
- 2010 – od kwietnia do września pracowała na Międzynarodowej Stacji Kosmicznej, wchodząc w skład jej 23. i 24. stałej załogi.

## Małżeństwo
Jest żoną pilota US Navy George’a Dysona. 

## Odznaczenia i nagrody
- NASA Superior Accomplishment Award (2000)
- NASA Group Achievement Award – Russian Crusader Team (2000)
- NASA Go the Extra Mile Award (2001)
- NASA Performance Award (2001, 2002)
- NASA Space Flight Medal (2007, 2010)
- NASA Distinguished Service Medal (2010)
- Medal „Za zasługi w podboju kosmosu” (2011, Rosja)[1]
- Universal Astronaut Insignia za lot orbitalny (nr 458) – Stowarzyszenie Uczestników Lotów Kosmicznych (Association of Space Explorers(inne języki))[2]

## Wykaz lotów
| Loty kosmiczne, w których uczestniczyła Tracy E. Caldwell                | Loty kosmiczne, w których uczestniczyła Tracy E. Caldwell | Loty kosmiczne, w których uczestniczyła Tracy E. Caldwell | Loty kosmiczne, w których uczestniczyła Tracy E. Caldwell | Loty kosmiczne, w których uczestniczyła Tracy E. Caldwell | Loty kosmiczne, w których uczestniczyła Tracy E. Caldwell | Loty kosmiczne, w których uczestniczyła Tracy E. Caldwell |
| Nr                                                                       | Data startu                                               | Data lądowania                                            | Statek kosmiczny                                          | Funkcja                                                   | Czas trwania                                              |                                                           |
| ------------------------------------------------------------------------ | --------------------------------------------------------- | --------------------------------------------------------- | --------------------------------------------------------- | --------------------------------------------------------- | --------------------------------------------------------- | --------------------------------------------------------- |
| 1                                                                        | 8 sierpnia 2007                                           | 21 sierpnia 2007                                          | STS-118 Endeavour F-20                                    | Specjalista misji (MS-1)                                  | 12 dni 17 godzin 55 minut i 34 sekundy                    |                                                           |
| 2                                                                        | 2 kwietnia 2010                                           | 25 września 010                                           | Sojuz TMA-18 ISS-23 ISS-24                                | Inżynier pokładowy (FE-2)                                 | 176 dni 01 godzina 18 minut i 38 sekund                   |                                                           |
| Łączny czas spędzony w kosmosie — 188 dni 19 godzin 14 minut i 12 sekund |                                                           |                                                           |                                                           |                                                           |                                                           |                                                           |